# 오키초비호
오키초비호(영어: Lake Okeechobee)는 플로리다주에서 가장 큰 담수호로, 플로리다의 내해(영어: Florida's Inland Sea)라고도 불린다. 미국의 담수호에서는 8번째로 크며, 미국 본토에 한해서는 미시간호 다음으로 크다. 오키초비호는 로드아일랜드주의 약 절반 크기인 730 평발 마일 (1,900km2)이며, 평균 깊이는 다른 호수와는 달리 2.7m로 얕다. 글레이즈군, 오키초비군, 마틴군, 팜비치군, 헨드리군과 맞닿아 있으며, 이 군들은 모두 호수 중앙의 한 지점에서 만난다.